# Albert III de Namur
Pour les articles homonymes, voir Albert III.
 (juin 2021).
Albert III de Namur, né vers 1027 et mort le 29 juin 1102, est comte de Namur de 1063 à sa mort. Il est le fils d'Albert II, comte de Namur, et de Regelinde de Verdun (ou de Lotharingie).

## Biographie
De 1071 à 1072, il aide Richilde de Hainaut, comtesse de Flandre et de Hainaut à lutter contre Robert le Frison, mais la comtesse est battue et doit renoncer à la Flandre. En 1076, soutenu par Mathilde de Toscane, il revendique la région de Bouillon, estimant avoir des droits par son épouse, qui lui a apporté de nombreuses terres au nord-est de la ville (le futur comté de Laroche) ; il combat contre Godefroy de Bouillon pour faire valoir ses prétentions. Pendant une bataille près de Dalhem, il tue lors en combat singulier le comte palatin Hermann II de Lotharingie (20 septembre 1085), ce qui le fait tomber en disgrâce auprès de l'empereur allemand. Finalement, avec la Trêve de Dieu de 1086, l'évêque de Liège réussit à faire conclure la paix entre les belligérants, au profit de Godefroy.
En 1099, l'évêque Otbert de Liège lui donne le comté de Brunengeruz. Il apparaît encore dans un diplôme de 1101 associé à son fils Godefroy, tandis que ce dernier apparaît seul en 1105.

## Mariage et enfants
Il épouse vers 1065 Ida (morte en 1102), veuve de Frédéric de Luxembourg, duc de Basse-Lotharingie et qui semble être fille de Bernard II, duc de Saxe. Ils eurent 5 enfants :
- Godefroi Ier (1068-1139), comte de Namur ;
- Henri (1070-1138), comte de La Roche marié à Mathilde (†1095), fille d'Henri Ier, comte de Limbourg ;
- Frédéric (mort en 1121), évêque de Liège de 1119 à 1121 ;
- Albert (mort en 1122), comte de Jaffa par son mariage avec Mabelia de Roucy, la veuve d'Hugues Ier de Jaffa ;
- Alix (1068 - après 1124), mariée en 1083 à Otton II (1065 - avant 1131), comte de Chiny.

## Source
- J. Borgnet, « Albert III », Académie royale de Belgique, Biographie nationale, vol. 1, Bruxelles, 1866 [détail des éditions], p. 198-199.